# Channallabes
Channallabes là một chi cá da trơn thuộc (bộ Siluriformes) trong họ Clariidae. Cho đến nay, cá trê chình là thành viên duy nhất thuộc chi này nhưng có 3 loài mới khác đã được mô tả.

## Loài
- Channallabes alvarezi (Roman, 1970).
- Channallabes apus (Günther, 1873): Cá trê lươn
- Channallabes ogooensis Devaere, Adriaens & Verraes, 2007.
- Channallabes sanghaensis Devaere, Adriaens & Verraes, 2007.
- Channallabes teugelsi Devaere, Adriaens & Verraes, 2007.